# Mimusops somalensis
Mimusops somalensis är en tvåhjärtbladig växtart som beskrevs av Emilio Chiovenda. Mimusops somalensis ingår i släktet Mimusops och familjen Sapotaceae. Inga underarter finns listade i Catalogue of Life.